# L'Affaire Blaireau (film, 1923)
Pour les articles homonymes, voir L'Affaire Blaireau et L'Affaire Blaireau (film, 1932).
Série
L'Affaire Blaireau (film, 1932)
Pour plus de détails, voir Fiche technique et Distribution.
L'Affaire Blaireau est un film muet français réalisé par Louis Osmont, sorti en 1923.
Il s'agit de la toute première adaptation cinématographique française du roman éponyme d'Alphonse Allais publié en 1899 . Ce film muet en noir et blanc met en scène notamment les acteurs André Brunot, Émile Saint-Obert et Marise Dorval. 
Cette comédie, produite par la société Pathé Frères, est projetée le 14 septembre 1923 à Paris et reçoit un bon accueil critique .
L'histoire est ultérieurement adaptée à nouveau en 1932 avec L'Affaire Blaireau puis en 1958 par Yves Robert, sous le titre Ni vu, Ni connu, avec Louis de Funès en vedette puis en 2010, adapté en téléfilm également intitulé comme le roman, L'Affaire Blaireau.

## Synopsis
Le malin et jovial Blaireau, a pour principale activité d'être le braconnier réputé d'un village paisible, fournissant les notables comme les bonnes gens du pays, en bon gibier et autres poissons d'eau douce. Il n'a qu'un seul ennemi, le bourru garde champêtre Parju, auquel il cause mille tourments. Accusé du meurtre du garde champêtre, Blaireau est condamné à tort, à trois mois de prison. Cette situation provoque des déchirements et une grande agitation auprès des notables et des habitants. Son calvaire n'est toutefois que de courte durée car, d'une part il est traité comme un coq en pâte en prison et surtout, le véritable coupable est découvert. Toute la commune découvre que Blaireau est victime d'une erreur judiciaire, ce qui bouleverse la petite routine de ce paisible village. Les habitants entreprenent de se racheter et de célébrer leur bon braconnier, en finançant une fête de charité en son honneur. 

## Fiche technique
- Titre original : L'Affaire Blaireau
- Réalisation : Louis Osmont
- Scénario / adaptation : Louis Osmont, d'après le roman L'Affaire Blaireau (1899) d'Alphonse Allais
- Photographie : Julien Ringel et Paul Guichard
- Société de production : Pathé Consortium Cinéma
- Société de distribution : Pathé Consortium Cinéma
- Pays de production :  France
- Langue : film muet avec les intertitres  en français
- Format : Noir et blanc — 35 mm — 1,66:1 — Muet
- Métrage : 1 855 mètres
- Genre : Comédie
- Durée : 68 minutes
- Dates de sortie : 
  - France : 14 septembre 1923

## Distribution
- André Brunot (Blaireau)
- Gabaroche (Jules Fléchard)
- Émile Saint-Ober (Maître Guilloche)
- Géo Leclercq (baron de Haupertuis)
- Marcelle Duval (Arabella de Chaville)
- Anny Fleurville (Mme de Chaville)
- Dorval (Delphine de Serguigny)